# Horst Geldmacher
Horst Geldmacher, auch Flötchen genannt (* 1929 in Bochum; † 16. April 1992 in Emmerich am Rhein), war ein deutscher Maler, Grafiker, Bildhauer, Literat und Jazz-Musiker.

## Leben
Grafik und Musik waren der Kern von Geldmachers Werken und auch seines Lebens. Seine Blockflöte, die er als einer der ersten im Jazz einsetzte, galt als sein ständiger Begleiter, mit spontanen Solokonzerten konnte man meist rechnen. Sein musikalisches Talent spiegelte sich auch in der Freundschaft zu Günter Grass wider.
Horst Geldmacher studierte Ende der 1940er Jahre an der Kunstakademie Düsseldorf. Um sein Kunststudium zu finanzieren, gründete Geldmacher mit seinem Freund Günther Scholl 1948 eine Jazz-Combo. Scholl, „Scholle“ im Grass Roman Die Blechtrommel, war der Mann am Banjo. Günter Grass, ein Liebhaber von Ragtime und Blues, kam mit Waschbrett und Fingerhüten an den Fingern als dritter Mann dazu. Von 1951 bis 1954 bewohnten Grass und Geldmacher eine gemeinsame Dachgeschosswohnung. Das Trio löste sich auf, als Scholl Lehrer wurde und Grass 1954 nach Berlin ging.

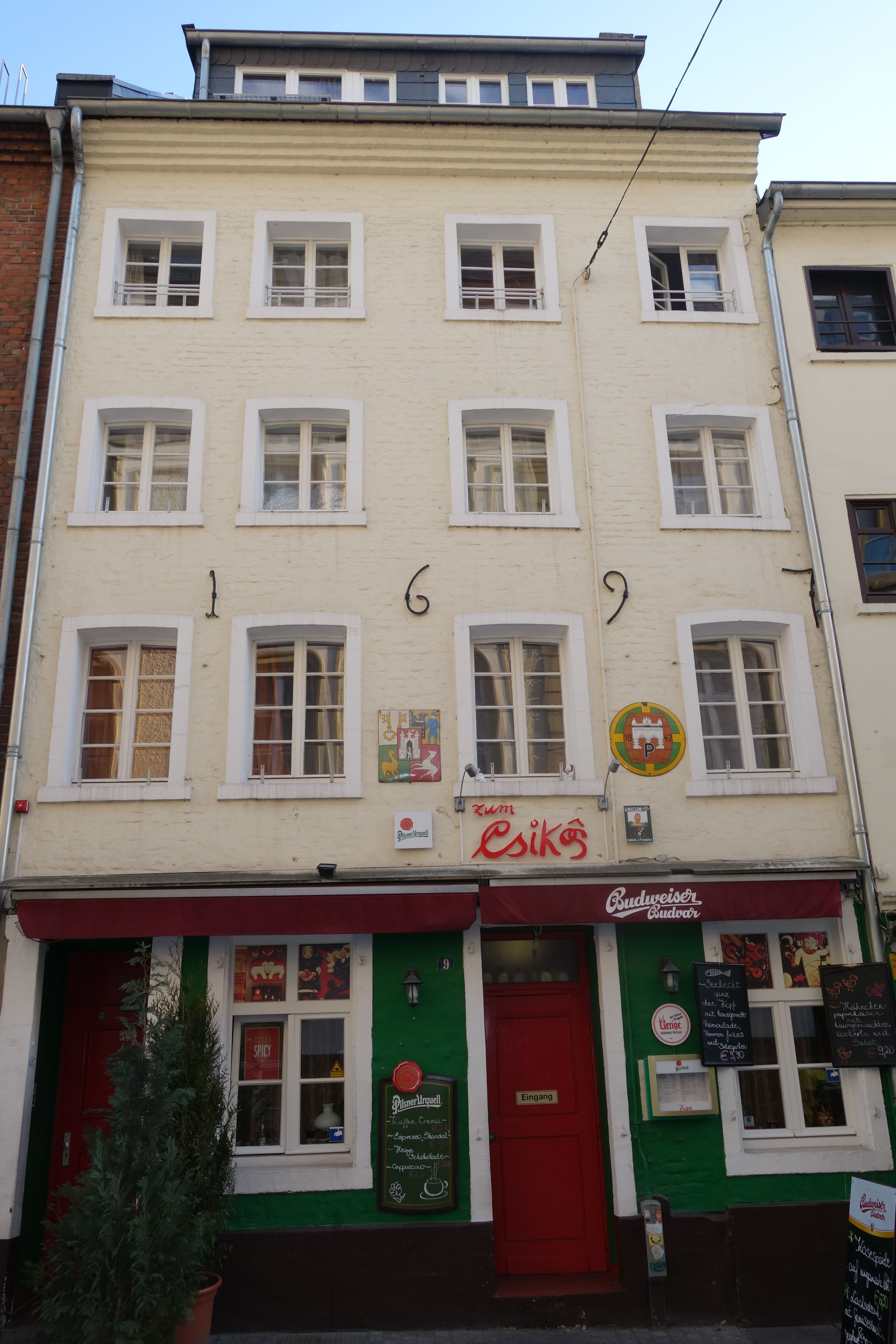
„Csikós“, Andreasstraße 7–9 in der Altstadt Düsseldorf

Geldmacher, auch genannt „Flötchen“, spielte neben seinem Lieblingsinstrument auch Dudelsack. Die recht ungewöhnliche Jazz-Combo begeisterte das Publikum an vielen, langen Abenden im Zum Csikós auf der Andreasstraße in der Düsseldorfer Altstadt. Das „Csikós“, welches im Jahr 1950 eröffnet wurde und als Jazz-Kneipe begann, war mit der Nähe zum Kom(m)ödchen zum beliebten Künstlertreff geworden. Zunächst kamen Kay und Lore Lorentz, andere wie Bruno Goller, Anatol, Hannes Loos, Hannes und Trude Esser, Kurt Sandweg, Peter Rübsam, Franz Witte, Germán Becerra, Ursula Herking, Hanne Wieder, Elisabeth Flickenschildt, Gustaf Gründgens, Karl-Heinz Stroux und Gert Fröbe folgten.
1959 wurde sein mit Spirituals, Balladen und Blues gestaltetes Jazzbilderbuch O Susanna herausgebracht. Grass hatte für die deutsche Version dazu bildhaft verfasste Texte geliefert, Geldmacher war für die Grafiken verantwortlich.
Für Grass war die Freundschaft zu dem Musiker von großer Bedeutung. In seinem Roman Die Blechtrommel verewigte er seinen Bandkollegen und Freund auf literarische Art und Weise, unter dem Namen Münzer beziehungsweise Klepp.
Horst Geldmacher stattete Kneipen und Theater aus, unter anderen das „Victorian Pub“ an der Königstraße in Düsseldorf mit einem Deckengemälde. Für das „Bobby“, heute  „KreuzherrenEcke“ in der Altestadt 14, eine winzige Kneipe mit ein paar schmalen Bänken, gestaltete er zusammen mit Günter Peltzer Fenster im New-Orleans-Stil, einer Mischung aus Memphis und HAP Grieshaber. Auch wurde er als Erfinder des getönten Kneipenspiegels genannt, in dem auch der kalkweiße Nachtschwärmer noch „Tiroler Bräune“ im Gesicht hatte.
Geldmacher brachte Peter Rübsam 1969 zum Dudelsack, nachdem Rübsam zusammen mit ihm in einer Jazz-Band Blockflöte gespielt hatte. Befreundet mit Hannes Esser und oft zu Gast bei der Künstlergruppe Einbrungen/Wittlaer an der Einbrunger Mühle am Schwarzbach leistete Geldmacher mit Eckhard Kohlhöfer, Lüder Ohlwein und Klaus Doldinger oft einen musikalischen Beitrag.
Weithin bekannt wurde er mit einem Terrakotta-Relief für das inzwischen abgerissene, 1965 gebaute Hagener Rathaus. Dieses Relief widerspiegelte auf der gesamten Länge des Ratskellerflures die verschiedensten historischen Stationen der heimischen Geschichte.
Das Multitalent lebte seine letzten 20 Jahre am Alten Markt in Emmerich, schaute vom Balkon aus gerne auf den Rhein, verfolgte das Leben auf und am Fluss und hielt seine Eindrücke fest. An ihn erinnerte sich Günther Scholl auf die ihm eigene Art: „Als er starb, hatte er eine geschiedene und eine ungeschiedene Frau und zwei, mit denen er nur ein Verhältnis hatte. Das war einmal die Csikós-Wirtin, die stramme Trude Schuster, und dann eine von der niederrheinischen Baukeramik. Dort zog er hin, wo er sehr bald seinen ersten Schlaganfall bekam. Er saß meist auf dem Balkon und hat Aquarelle gemalt – an die tausend, täglich eins, zwei. [...]. Als der Csikós mal renoviert wurde, wurde die Garderobe tapeziert mit Originalaquarellen vom Horst Geldmacher.[...].“
Seinen eigenen Nachruf verfasste Horst Geldmacher bereits 1983: „Gelitten und gestritten. Gezeichnet und gemalet. Auch in Linol geschnitten. So gut wie nie bezahlet. Mit Wein und Schnaps und Bieren. Für Leber und auch Nieren.“
Der gebürtige Bochumer wurde knapp 63 Jahre alt und fand seine letzte Ruhe in Hattingen.
Die Hagenring-Galerie zeigte im Rahmen von Ruhr.2010 mehrere Werke es Künstlers Horst Geldmacher. Das Hermann-Harry-Schmitz-Institut im Uhrenturm, Düsseldorfs kleinstem Museum, widmete 2012 dem Grafiker, Maler, Bildhauer, Literaten und Musikanten eine kleine Ausstellung. Günter Grass beehrte die Geldmacher-Schau im Uhrenturm mit einem Grußwort: „Ich kann mir gut vorstellen, dass vieles in dieser Ausstellung mir schon früher begegnet ist. Allen Gästen wünsche ich, dass Ihnen die Begegnung mit Horst Geldmacher, der viel zu früh gestorben ist, Gelegenheit gibt, sich in die 50er-Jahre zurück zu versetzen, eine Zeit, in der noch fast alles möglich schien.“